# 이재섭
이재섭(1976년 12월 23일 ~)은 롯데 자이언츠의 전 야구 선수다.
한편, 프로 입단 전까지 18번을 달았으며 한때 영남대 진학설이 있었으나 대입수능시험에서 체육특기생 기준선인 40점을 넘기지 못해 좌절되자 프로행을 택했다.

## 출신 학교
- 용지초등학교
- 마산동중학교
- 마산고등학교

## 같이 보기
- 1996년 롯데 자이언츠 시즌